# Theodor Rosetti
Pour les articles homonymes, voir Rosetti.
Theodor Rosetti, né le 5 mai 1837 à Iași (principauté de Moldavie) ou à Solești (Roumanie) et mort le 17 juillet 1923 à Bucarest (Roumanie), est un écrivain, journaliste et homme politique roumain.
Il a été Premier ministre de la Roumanie entre le 23 mars 1888 et le 22 mars 1889.

## Biographie
Il était le beau-frère du prince Alexandru Ioan Cuza, l'ancien dirigeant de la Roumanie, et était considéré comme le conservateur pro-monarchie du gouvernement. Rosetti était l'un des membres les plus importants de la société littéraire Junimea.
En 1863, il fonde avec Petre P. Carp, Titu Maiorescu, Vasile Pogor et Iacob Negruzzi la société culturelle « Junimea » et son magazine « Convorbiri literare », qu'il dirigera pendant 28 ans (1867 - 1895). Le magazine avait pour but de discuter de questions linguistiques, d'organiser des cercles littéraires pour diffuser des idées, des connaissances sur la littérature, l'histoire, l'économie, la politique et de promouvoir de nouvelles valeurs dans la culture roumaine.
Theodor Rosetti a étudié la finance et les sciences politiques à Lviv et à Vienne et le droit à Paris. Après avoir obtenu son diplôme, il devient juge à Iași, préfet de Vaslui en 1864 et professeur à la faculté de droit de l'université de Iași. Theodor Rosetti, se déclarant admirateur de l'Italie, était un propagandiste sincère de la philologie italienne. En tant que membre du parti conservateur, il a été plusieurs fois président du Conseil des ministres et ministre. Il a été gouverneur de la Banque nationale de Roumanie du 19 novembre 1890 au 21 novembre 1895. En tant que gouverneur, il a coordonné la conduite et la finalisation des négociations entre la Banque nationale de Roumanie et l'État roumain sur le changement du système monétaire, la rédaction du règlement de la Maison de retraite et d'aide pour la Banque nationale de Roumanie, la création de la Banque agricole avec le soutien de la Banque nationale.
Au printemps 1866, il est élu député de Dorohoi et siège à l'Assemblée constituante. Entre 1866 et 1868, il a été président du conseil du comté de Vaslui. Agent diplomatique de la Roumanie à Berlin, ministre des Travaux publics ; le 31 mars 1876, il est nommé membre de la Cour de cassation et, en 1884, président. Il a été membre du comité de rédaction du journal « Timpul », président du Conseil des ministres de Roumanie de 1888 à 1889, gouverneur de la Banque nationale (1891-1889), directeur de la Banque agricole, ministre des finances, membre de la Cour permanente d'arbitrage de La Haye. Il est connu pour les ouvrages suivants : Sur la direction de notre progrès, 1874 ; Le mouvement social parmi nous, 1885. Invité par le roi Carol Ier à participer au Conseil de la Couronne du 3 août 1914 en tant qu'ancien chef du gouvernement roumain, Theodor Rosetti, l'un des deux doyens les plus âgés du Conseil, avec P. P. Carp (il a soixante-dix-sept ans en 1914), se prononce en faveur de la neutralité : « Restons donc à l'écart, occupons-nous de nos besoins et de nos soucis et efforçons-nous de préserver ce que nous avons si péniblement gagné. [...] plutôt que de s'engager dans une guerre contre l'opinion publique, il vaut mieux rester neutre ».
Theodor Rosetti est décédé le 17 juillet 1923 à Bucarest à l'âge de 86 ans.